# Chitonga
Chitonga (bedeutet Sprache der Tonga, daher auch: Tonga, ciTonga) ist eine Bantusprache des Volkes der Tonga (Batonga) am Mittellauf des Sambesi in Sambia (als Minderheitensprache anerkannt), Simbabwe (als offizielle Sprache anerkannt) und Mosambik sowie in Malawi und Tansania am nördlichen Malawisee. 
Die Sprachen beider Gebiete unterscheiden sich erheblich, auch wenn sie denselben Namen tragen. In Sambia sprechen 1,38 Millionen, in Simbabwe 300.000, in Mosambik sehr wenige Chitonga. In Malawi sind es 170.000. in Tansania ist diese Zahl unbekannt. In Sambia ist Chitonga neben Bemba und Nyanja (Chichewa) eine der am meisten gesprochenen Sprachen.
Chitonga ist eine Tonsprache mit zwei Tonhöhen, die mit Tumbuka verwandt ist. Ihre Schriftform ist nicht standardisiert.